# 窦州
窦州，唐朝时设置的州。
貞觀八年（634年）改南扶州置，治所在信义县（今广东省信宜市西南）。以州境有罗窦洞得名。辖境相当今信宜市等地。下辖信义县、怀德县、潭峨县（今广东省信宜市水口镇旧县村古城）、特亮县（今广东省信宜市径口镇堡肚村）。天宝元年（742年），改为怀德郡。乾元元年（758年）复为窦州。北宋熙宁四年（1071年）并入高州。
窦州刺史
- 冯士翙（654年）
- 陈仁玘（开元年间）
- 刘威（唐僖宗、昭宗时）
- 陈璋（乾宁年间）